# Bracca
Bracca (Braca in dialetto bergamasco) è un comune italiano di 718 abitanti della provincia di Bergamo in Lombardia.
Situato al termine della Val Serina, laterale della Val Brembana, dista circa 25 chilometri a nord dal capoluogo orobico. Il comune fa parte della Comunità montana della Valle Brembana.

## Storia

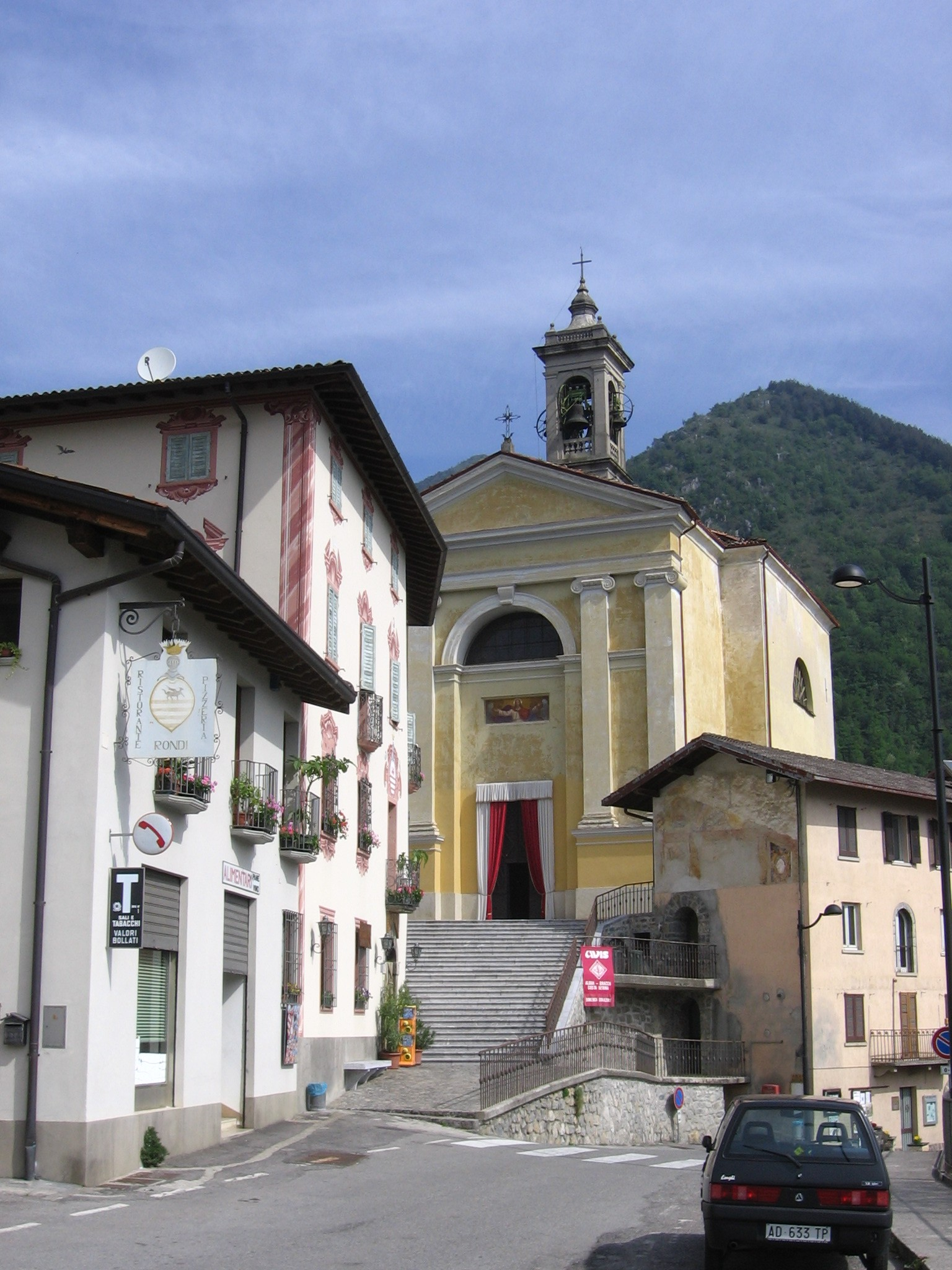
Parrocchiale di Sant'Andrea

Le origini del paese sembrano risalire al I secolo a.C., ai tempi della dominazione romana, quando tutta la valle Serina fu riunita sotto il municipio di Bergamo.
Anche l'origine etimologica del toponimo sembrerebbe risalire a quel periodo: pare difatti che in questi territori avesse un ruolo importante un tale chiamato Braccus.
In epoca medievale il paese non risentì di particolari scontri tra guelfi e ghibellini, ma venne comunque dotato, probabilmente a scopo preventivo, di torri e fortificazioni, di cui restano alcuni ruderi in località Botta.
Difatti il paese è il primo borgo che si incontra salendo la val Serina dalla val Brembana, ed era posto sulla via che si collegava alla via Mercatorum.

### Simboli
Lo stemma e il gonfalone del comune di Bracca sono stati concessi con decreto del presidente della Repubblica dell'11 ottobre 1983.
(D.P.R. 11.10.1983)
Il tralcio di vite di uva nera rappresenta la caratteristica produzione agricola del luogo, mentre la fonte ricorda l'importante presenza, sottolineata anche dal motto, della sorgente di acqua minerale conosciuta come Fonte Bracca.
Il gonfalone è un drappo troncato di bianco e di azzurro.

## Monumenti e luoghi d'interesse

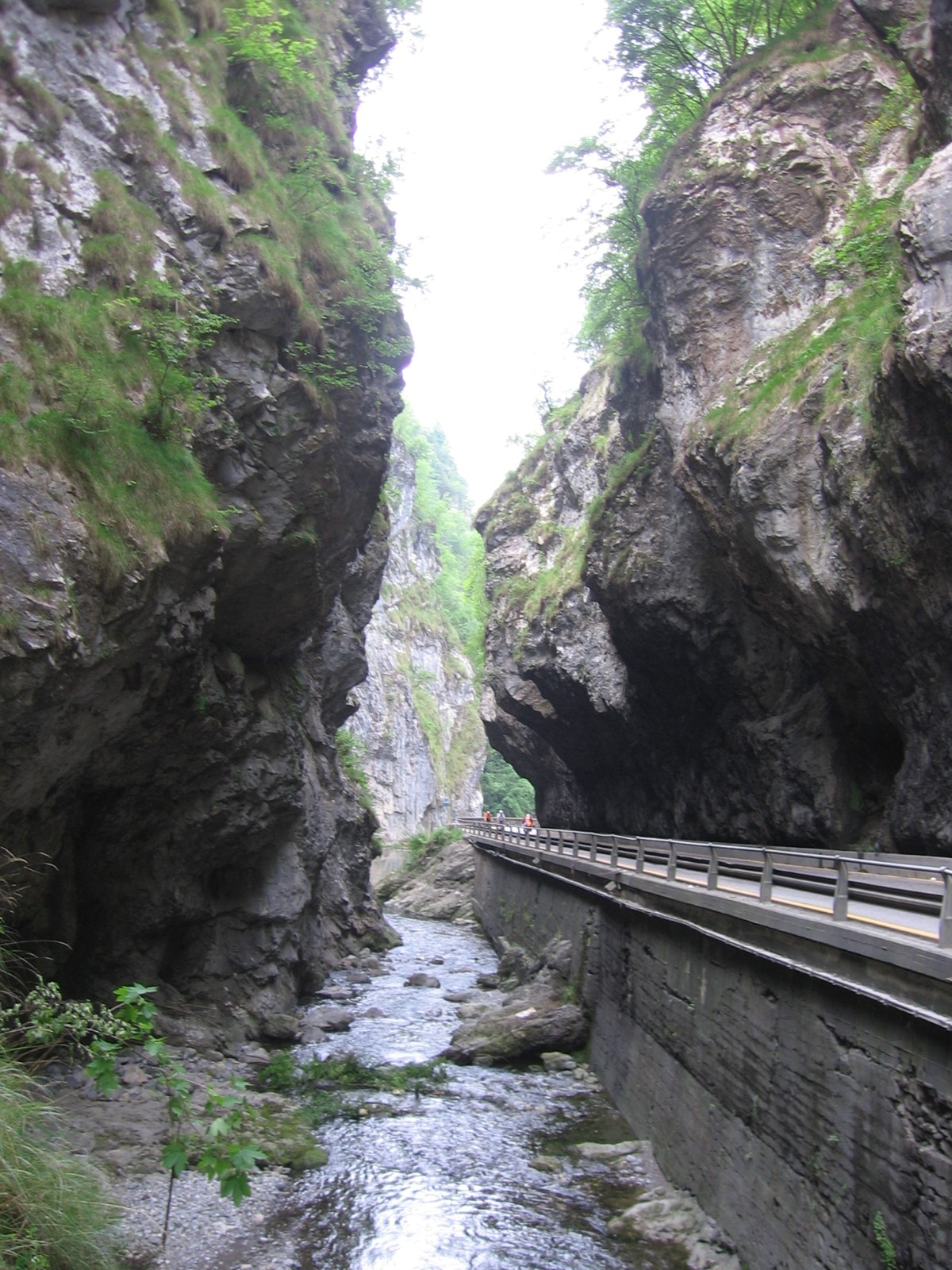
Orridi di Bracca

### Architetture religiose
- Chiesa parrocchiale di Sant'Andrea. Edificata nel 1857 e consacrata nel 1872 in luogo di un edificio religioso che risulta fosse già presente nel 1360, fu infatti inserito nel documento Nota ecclesiarum civitati et episcopatus Bergomi del 1360.[7] Conserva al proprio interno un calice d'argento risalente al XV secolo
- Chiesa parrocchiale di San Bartolomeo nella frazione Cornalta. Costruita nel XVII secolo, conserva opere pittoriche di buon pregio, tra cui un dipinto di Carlo Ceresa.

## Società

### Evoluzione demografica
Abitanti censiti

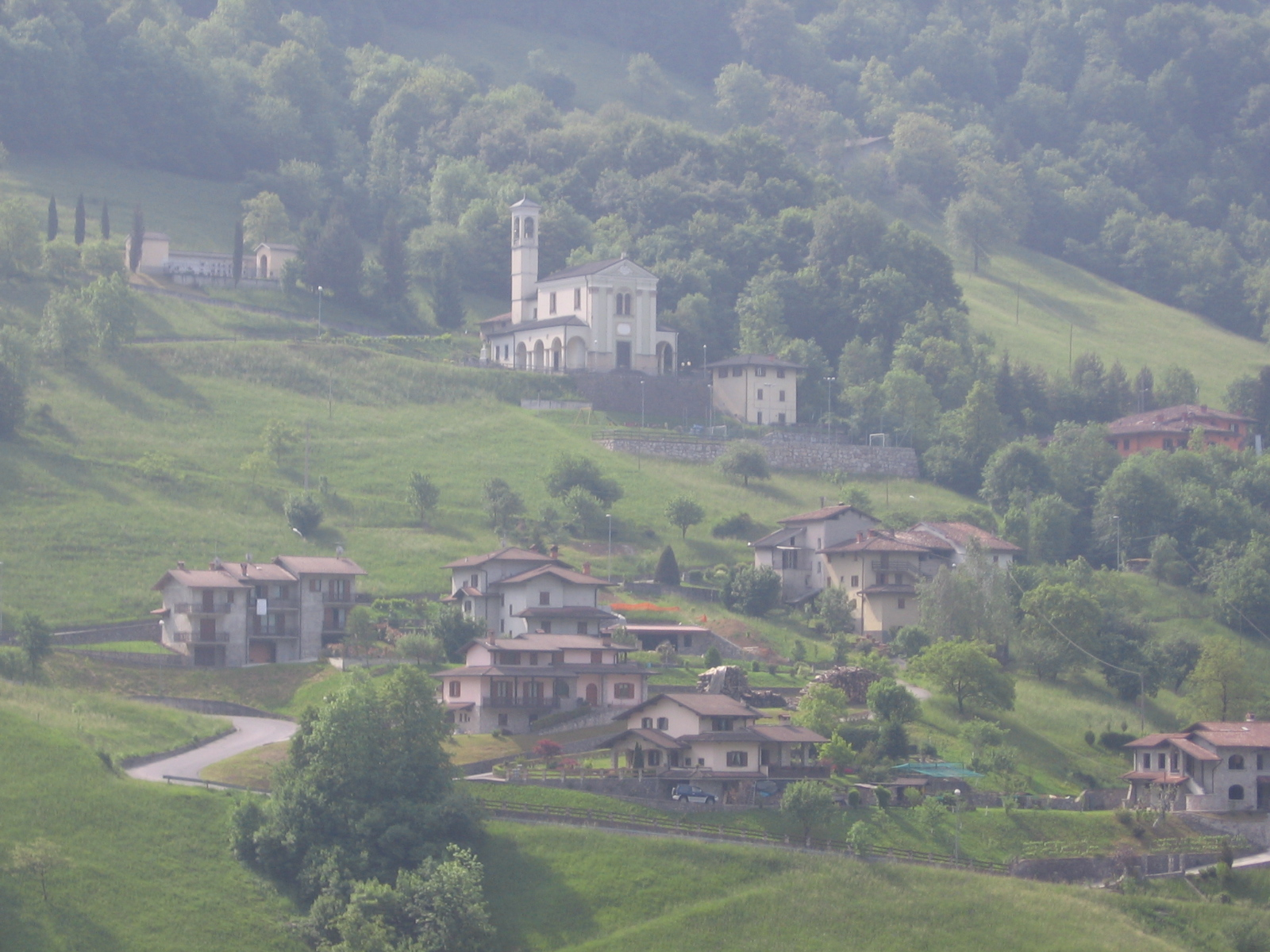
Frazione Cornalta
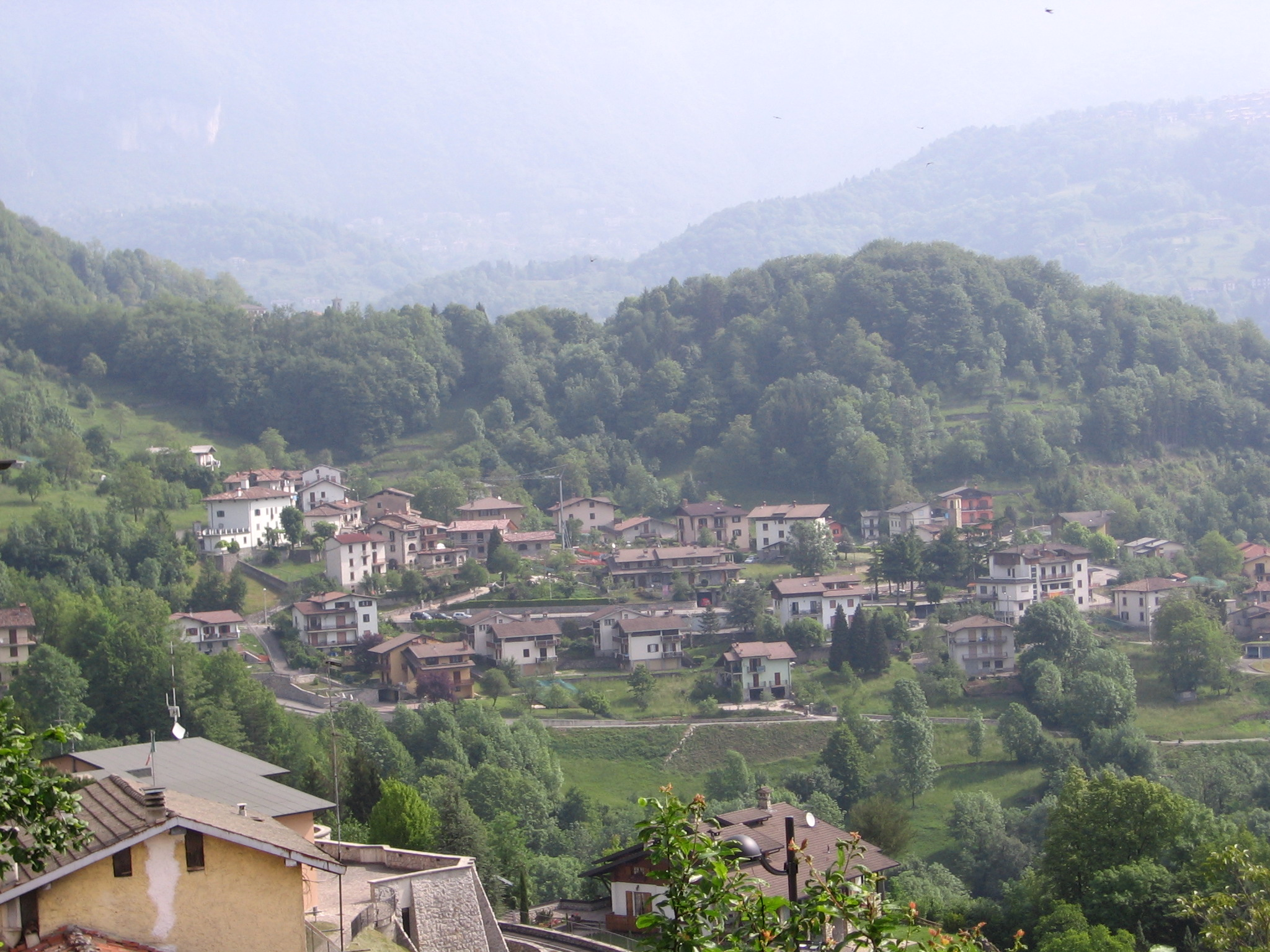
Frazione Bruga
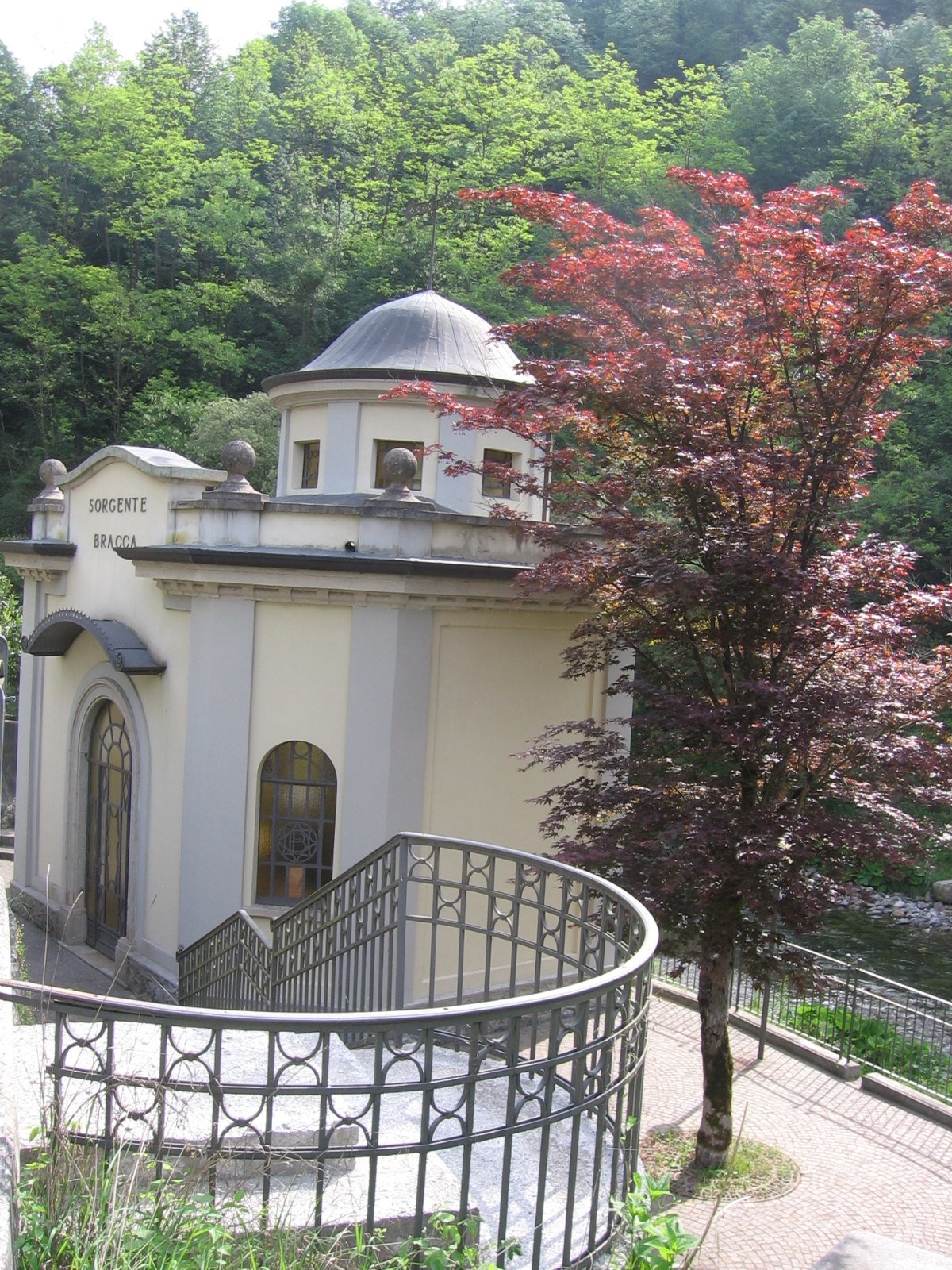
Padiglione idropinico sorgenti
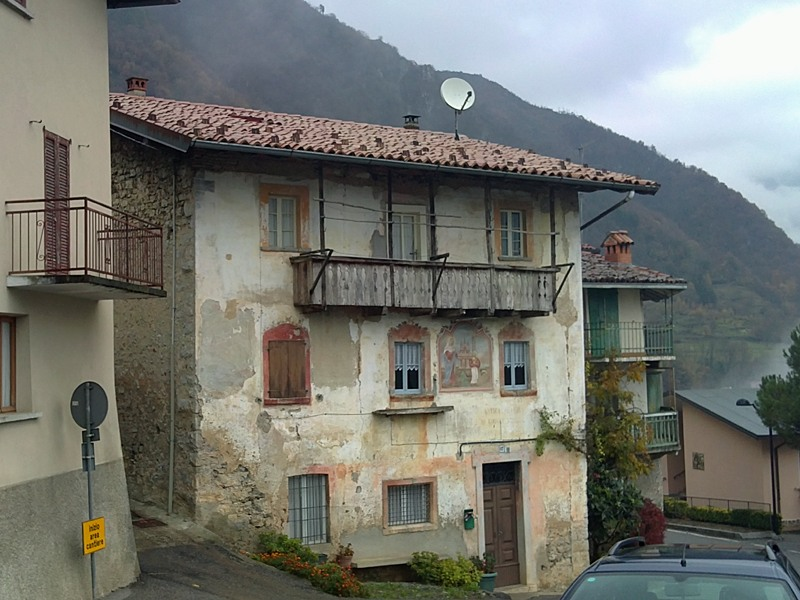
Antica Osteria di Bracca
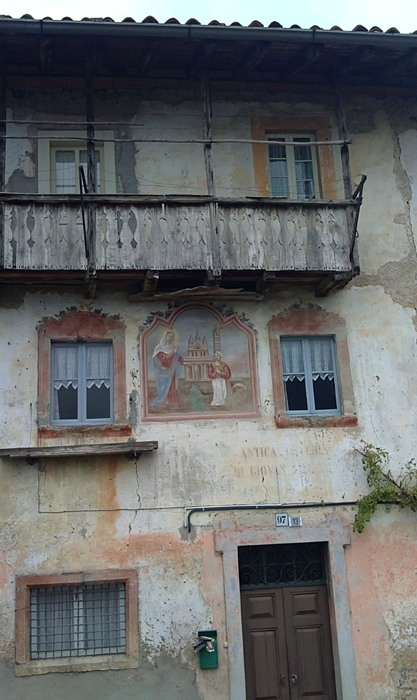
Antica Osteria di Bracca